# Double Drums
Double Drums ist ein deutsches Schlagzeug-Duo aus München. Die Mitglieder sind Philipp Jungk (* 2. Juni 1977) und Alexander Glöggler (* 30. Mai 1976).

## Ausbildung
Philipp Jungk und Alexander Glöggler studierten klassische Perkussion an der Hochschule für Musik und Theater München bei Peter Sadlo. Während des Studiums spielten sie als Gastmusiker in den großen Symphonieorchestern wie den Münchner Philharmonikern, dem Symphonieorchester des Bayerischen Rundfunks, dem SWR Radiosinfonieorchester Stuttgart oder der Bayerischen Staatsoper. Zur gleichen Zeit spielten die beiden Musiker als Mitglieder des Schlagzeug-Quartetts Peter Sadlo & Friends viele europaweite Konzerte wie der Midem in Cannes oder den Schwetzinger Festspielen. 2004 erhielten sie zum Abschluss ihres Studiums das Meisterklassen-Diplom.

## Geschichte
Erstmals trat das Duo während des Schlagzeugstudiums an der Hochschule für Musik und Theater München für die Organisation Yehudi Menuhin Live Music Now auf und gab dabei über 100 Konzerte für Menschen, die nicht in Konzerte gehen können; sie spielten in Behinderteneinrichtungen, Kinder-Krankenhäusern und Gefängnissen. Im Jahre 2004 führten die beiden Schlagzeuger zu ihrem Meisterklassenabschluss erstmals Eigenkompositionen auf und spielten ihre Konzerte daraufhin unter dem Namen „Double Drums“ ausschließlich mit Eigenkompositionen oder speziell für sie komponierten Stücken.

## Auftritte
Seither konzertiert das Duo weltweit wie beim Mosel Musikfestival, der Weltausstellung EXPO 2015 in Mailand, den Europäischen Wochen Passau, dem Ludwigsburger Schlossfestspielen und dem HongKong Arts Festival im Rahmen eines Kinderkonzertes mit der Li Biao Percussion Group.
Als Solisten spielten sie mit dem Münchner Rundfunkorchester und schon mehrfach mit dem Münchner KammerorchesterBeim Bayerischen Filmpreis 2013 traten sie zusammen mit der Thilo Wolf Big Band auf. Double Drums waren Gäste in verschiedenen Fernsehsendungen, wie dem Adventsfest der 100000 Lichter in der ARD, der Sternstundengala sowie der Abendschau im Bayerischen Fernsehen, dem Magazin „Volle Kanne“ des ZDF, in der von Dieter Hallervorden produzierten Sendung  „Der Große Kleinkunstpreis“ im RBB und in „Pufpaffs Happy Hour“ in 3 Sat. Außerdem waren sie Gäste bei der Kindersendung Tigerenten Club.
Double Drums engagieren sich seit Jahren musikalisch im Kinder- und Jugendbereich und geben Konzerte und Workshops in Schulen.

## Lehrtätigkeit
Seit dem Jahr 2019 sind Philipp Jungk und Alexander Glöggler Dozenten an der Hochschule für Musik und Theater München.

## Diskographie
- Alpha (2007)
- Circles (2010)
- Groove Symphonies (2016)
- Groovin’ Christmas (GLM, 2019)[3]

## Preise
- Bayerischer Kunstförderpreis 2010
- Ravensburger Kupferle 2016